# Zasieki
Zasieki è una frazione della Polonia, situato nel voivodato di Lubusz sul fiume Nysa Łużycka, opposta alla città tedesca di Forst. È una frazione del comune di Brody, sita nel distretto di Żary.

## Storia
Prima della seconda guerra mondiale, la frazione era conosciuta come Berge, e faceva parte della città di Forst. Da Zasieki parte una strada che attraversa il confine.